# Mustapha Dao
Mustapha Dao est un cinéaste burkinabè, né le 27 mars 1955 à Koudougou au Burkina Faso et mort le 21 juin 2010 dans le 12e arrondissement de Paris,.
Mustapha Dao s’est spécialisé dans le cinéma pour enfants, en réalisant plusieurs courts-métrages s’inspirant des contes. 
Son premier court métrage, réalisé en 1987, « A nous la rue » met en scène des enfants d’un quartier populaire de Ouagadougou, la capitale du Burkina Faso. En 1989, pour réaliser « Le neveu du peintre », son second court-métrage, il s’inspire  de contes africains. « L’enfant et la Caïman » réalisé en 1991 consacre l’importance de la parole donnée. Son dernier film, « L’œuf », coproduit par Idrissa Ouédraogo s’inspire d’un conte burkinabè.
Mustapha Dao a travaillé régulièrement avec les enfants des rues.

## Filmographie
- 1987 : À nous la rue
- 1989 : Le Neveu du peintre
- 1991 : L'Enfant et le Caïman
- 1995 : L'Œuf